# ترور (فیلم ۱۹۹۶)
ترور (به هندی: Aatank) فیلمی محصول سال ۱۹۹۶ و به کارگردانی پریم لالوانی و دش موکرجی است. در این فیلم بازیگرانی همچون درمندرا، هما مالینی، راوی کیشان، امجد خان، وینود مهرا، نفیسه علی، گیریش کارناد، قادرخان ایفای نقش کرده‌اند.